# Edward Matthews (Sänger)
Edward Matthews (* 3. August 1904 in Ossining/Bundesstaat New York; † 21. Februar 1954 bei Woodbridge/Virginia) war ein US-amerikanischer Sänger (Bariton) und Gesangspädagoge.

## Leben
Matthews erwarb den Bachelor- und Mastergrad an der Fisk University in Nashville und tourte mit den Fisk Jubilee Singers durch die USA. Er war Gast in Major Bowes’ Family Hour im Hörfunk und trat als Solist in der New Yorker Town Hall auf.
Als Opernsänger trat er u. a. als St. Ignatius in Virgil Thomsons Oper Four Saints in Three Acts nach einem Libretto von Gertrude Stein auf. 1935 hatte er in der Uraufführung von George Gershwins Oper Porgy and Bess die Rolle des Fischers John. Er unterrichtete als Professor für Musik am Virginis State College in Ettrick/Virginia. Im Februar 1954 kam er im Alter von 49 Jahren bei einem Autounfall in der Nähe von Woodbridge ums Leben.